# Закамск
Зака́мск — микрорайон в Кировском районе города Перми.  
Расположен в западной части города на правом берегу реки Камы, на значительном удалении от центра. Возник в 1933 году как одноимённый рабочий посёлок при строительстве химического комбината (ныне — Пермский пороховой завод). Проектировался в качестве города-спутника Перми по плану архитектора Ханнеса Мейера, одного из директоров школы Баухаус. В 1941 году включён в состав новообразованного Кировского района города Перми.  
Закамск исторически сформировался как градостроительное и инфраструктурное ядро Кировского района, в связи с чем в разговорной речи его название нередко употребляется в значении всего района. Однако в официальной топонимике под Закамском понимается лишь один из микрорайонов, входящих в состав района. 

## География
Границы микрорайона: улицы Сысольская, Кировоградская, Гальперина, Магистральная. Широко распространено заблуждение, что Закамск – это синоним Кировского района, либо вся правобережная часть Перми. Однако Закамск – лишь один из микрорайонов в центре Кировского района, который граничит с севера – с микрорайоном Октябрьский, а с востока – с микрорайонами Новые Водники и Старые Водники.
Восточную часть Закамска от улицы Липатова до улицы Сысольской занимает микрорайон Новый Январский (или Январский). Западная часть Закамска от улицы Гальперина до улицы Федосеева относится к микрорайону Чистопольский. В отличие от Нового Январского, микрорайон Чистопольский самостоятельного значения не имеет, многие местные жители об их существовании не знают, таким образом их наличие имеет скорее учётный характер для местных властей. Например, так называемый Стройгородок (квартал двухэтажных домов по улицам Щигровская, Саянская, Рощинская и Яранская) к западу от станции Химградская) также относится к микрорайону Чистопольский.

## История
Заселение берега Камы в районе современного Закамска началось в XVII веке. Одним из старейших населённых пунктов этой местности является бывшая деревня Оборино, впервые упомянутая в 1614 году. До 1930-х годов на территории Закамска находились частные и казённые лесные дачи, в том числе владения графов Строгановых и Шуваловых, а также лесная дача Мотовилихинского завода. Об этом, в частности, свидетельствовал трёхгранный деревянный межевой столб, располагавшийся до конца 1920-х годов на углу современных улиц Сысольской и Кировоградской, напротив спуска к Каме. 
Формирование Закамска как отдельного поселения началось с появления посёлков Сосновка и Январский. В конце 1917 года в деревне Сосновка были построены первые пять рубленых изб, а к 1952 году на этом месте уже сформировался посёлок с индивидуальной застройкой, населённый рабочими и служащими различных предприятий. Он занимал территорию, ограниченную современными улицами Магистральная, Шишкина, Закамская и Адмирала Нахимова; ныне это центральная часть Закамска (м/р Центральный). Посёлок Январский возник в 1930—1931 годах как несколько частных домов и здание столовой. В настоящее время территория микрорайона Январский является частью Закамска, ограниченная улицами Магистральная, Сысольская, Маршала Рыбалко и Липатова.
С 1929 года на территории, где впоследствии выросли кварталы Закамска, начали появляться разрозненные поселки строителей химического комбината «К» (впоследствии — завод № 98; ныне — Пермский пороховой завод) и сопутствующих объектов. В 1932 году Пермский горисполком утвердил проект города-спутника Перми — Закамска, выполненный архитектором Ханнесом Мейером. Бывший директор школы Баухаус разрабатывал генеральный план Закамска с масштабным замыслом, предусматривавшим два городских центра и пять районов с общей численностью населения 40–50 тысяч человек. Современная застройка прибрежной части района в значительной степени сохраняет соответствие этим первоначальным архитектурным концепциям. В 1930-е годы началось строительство первых жилых кварталов рабочего поселка. В 1933 году Уральский областной исполком присвоил рабочему посёлку химкомбината название Закамск.
В 1938 году, с образованием Пермской области, Закамск и населённые пункты, входившие в состав Закамского поселкового совета, были включены в Краснокамский район. В 1941 году с образованием Кировского района Перми эта территория отошла к нему, и Закамск стал частью города (в тот период носившего название Молотов).
Помимо Сосновки и Январского на территории Закамска располагались посёлки: Плотбище, Южный (за ТЭЦ-17, где ранее находилась южная проходная завода), Строителей (улицы Хвойная, Щегровская, Ядринская, Яранская и др.) и Первомайский (ул. Федосеева). В 1948 году, после включения Закамска в состав города Перми, многие его улицы были переименованы, чтобы избежать совпадения названий с улицами других районов города.

## Транспорт
Троллейбусное и трамвайное движение в Закамске, как и во всём Кировском районе и правобережной части Перми, отсутствуют. Добраться до центра города можно автобусами и маршрутными такси. В летний период до Закамска можно добраться на речном транспорте: речные теплоходы останавливаются у причала «Закамск», где прежде стояла пристань. В 2024 году был запущен регулярный транспортный рейс электросудна от речного вокзала Пермь I до причала в Закамске, продолжительность рейса — 1,5 часа. В 2025 году маршрут планируется продлить до Краснокамска.
В Закамске курсирует 9 автобусных маршрутов: магистральные № 2, 15, 20, 60, 64 и 80, а также внутрирайонные № 39, 65 и 79. Также работает маршрутное такси 7т, которое полностью дублирует автобусный маршрут № 20. Через микрорайон проходит межмуниципальный маршрут № 205 до Краснокамска.
Ближайшая железнодорожная станция — Курья, до неё можно добраться на автобусных маршрутах № 39 и 205. Чуть ближе находится пассажирская станция, на которой останавливаются только электрички — «Промучасток». Многократно поднимался вопрос об электрификации железнодорожных путей, идущих через весь Закамск, и запуска по ним «городской электрички», однако местные жители выступили против и проект реализован не был.

## Социальная сфера

### Образовательные учреждения
- Школы № 14, 65 (с углублённым изучением английского языка), 87, 113 (адаптивная школа-интернат «Ступени»), 119 («Диалог»);
- Лицей № 1;
- Гимназии № 6 и 8;
- Химико-технологический техникум — объединён с бывшим лицеем № 14 и краевым многопрофильным техникумом (бывший лицей № 12).

### Медицинские учреждения
- Медсанчасти № 11, 133 и 12
- Городская клиническая больница имени Гринберга
- Детская городская больница № 24

### Производственные предприятия
- Пермский пороховой завод — одно из крупнейших российских предприятий оборонного комплекса, история которого началась в 1934 году с выпуска взрывчатки для горнорудных работ. В военные 1941—1945 гг. завод выпускал порох, заряды для крупнокалиберной артиллерии и заряды для «Катюш».
- «Сорбент» — разработчик и производитель средств индивидуальной защиты органов дыхания, активированных углей, коагулянтов, систем подготовки и очистки воды[13][14].
- Электронная корпорация «Радуга» — производство электронных компонентов для оборудования электрохимической защиты от коррозии[15].

### Спортивные объекты
- Стадион «Прикамье» — на нём расположены большое футбольное поле с трибунами, малое поле, баскетбольная площадка, беговые дорожки, различные спортивные снаряды и крытый каток.

### Культурно-развлекательные учреждения
- Кинотеатр «Экран» — открылся в 1959 году, в 2006 был закрыт. На его месте планировалось строительство торгово-развлекательного центра, однако оно было остановлено на неопределённый срок, а впоследствии территория неоднократно сменила собственника. В настоящее время здесь началось строительство жилого комплекса «Экран»[16]. Был достроен в конце 2024 года.
- Кинотеатр «Рубин» — был сдан в эксплуатацию в 1972 году, в 2011 году он был закрыт[17]. После перепланировки помещений в здании бывшего кинотеатра работает одноимённый торговый центр.
- Библиотека имени А.П. Чехова — является культурным центром микрорайона, была открыта в 1946 году.
- Дворец культуры имени С.М. Кирова — построен в 1967 году. Во дворце проходят концерты, спектакли, свадьбы и другие массовые мероприятия. Там же расположен зимний сад, детские секции, зоовыставка[18].
- Парк культуры и отдыха «Счастье есть» — был открыт 28 августа 1971 года. В парке расположены различные развлекательные аттракционы, центральным из которых является колесо обозрения. В парке проводят различные развлекательные мероприятия, зимой устанавливают ёлку и возводят ледовый городок. В 2014 году парку было дано название «Счастье есть»[19].

### Популярные места посещений
- Утиное болото — особо охраняемая территория, место постоянного гнездования диких уток. Болото является сложным компонентом экосистемы, от которого во многом зависит структура, характер функционирования и степень стабильности популяции — кряквы обыкновенной.[20]
- Набережная Камы — на набережной расположены причалы для трамвайчиков, лавочки для отдыха, пляж и ключи с питьевой водой.
- Закамский ледопад — природный объект, образующийся на правом берегу реки Кама в холодный период года, представляет собой скопление конусообразных форм льда, свисающих с обрывистого берега. Ледопад растянулся сплошной стеной голубоватого оттенка на 33 метра, а его высота составляет 4,5 метра. Образовался в результате замерзания воды, просачивающейся из-под земли и стекающей по склону[21][22][23].
- Мемориальный комплекс «Тыл — фронту», созданный в 1965 году и посвящённый памяти тружеников тыла, работавших на заводе им. С.М. Кирова. Мемориал расположен в сквере у Дворца культуры им. С.М. Кирова и включает обелиск на берегу Камы (в виде трёхгранного штыка), кирпичную стену с металлическим горельефом, автомобиль ГАЗ-АА с реактивной установкой БМ-13 «Катюша» и вечный огонь[24].

### Культурно-массовые мероприятия
- Фестиваль фейерверков «Симфония огня» — проходил в Закамске ежегодно на день Завода им. Кирова с 1998 по 2009 год.[25] Фестиваль был масштабным, дорогим и популярным мероприятием, посмотреть на которое помимо жителей Перми приезжали жители других городов[26][27][28][29]. Главной причиной отмены фестиваля стало отсутствие финансирования данного мероприятия, в связи со сменой руководства завода им. Кирова и после изменения вида предприятия с ФГУП (федеральное государственное унитарное предприятие) на ФКП (федеральное казённое предприятие)[30].

## В массовой культуре
- В сериале «Интерны» прозвучала фраза «Это ты ещё в Перми не был, в Закамске!»[31].
- В нескольких сериях сериала «Реальные пацаны», например в 1 сезоне, 5 серии (на 8 мин. 13 сек.)[32].
- Некоторые эпизоды телесериала «Зулейха открывает глаза» были сняты в Закамске.

## Известные уроженцы
- Буткевич, Любовь Алексеевна — советская и российская писательница и журналистка, автор книги «Солдаты милосердия» о подвиге медиков, спасавших людей во время Великой Отечественной войны.
- Максим Дылдин — спортсмен-легкоатлет, бегун на короткие дистанции. Чемпион Европы 2010 в эстафете 4×400 м. Бронзовый призёр Олимпийских игр 2008 года в Пекине в эстафете 4×400 м. Вице-чемпион Европы 2007 года в закрытых помещениях в эстафете 4×400 м. Заслуженный мастер спорта России.
- Сергей Наговицын — автор-исполнитель песен в жанре русский шансон и городской романс.
- Алексей Мальцев — русский поэт, прозаик, Лауреат Премии им. Николая Заболоцкого, автор более 20 книг, вышедших в Перми и в Москве.

## Визит Барака Обамы
В 2005 году в Закамске побывали сенатор штата Иллинойс Барак Обама и сенатор штата Индиана Ричард Лугар. Военный самолёт, на борту которого они находились, был задержан пограничниками в Пермском аэропорту «Большое Савино» на три часа, что едва не привело к международному скандалу. Обама и Лугар по долгу службы знакомились с объектами, где происходит демонтаж и утилизация устаревшего оружия, в частности, посетил Закамский завод имени Кирова. Однако в официально согласованном списке городов, куда сенаторы наносили визиты, Перми не было.
В 2009 году, уже будучи президентом США, в своём первом интервью для российских СМИ, Обама вспомнил о своей поездке в Пермь:
«Да, мы ездили в Москву и Пермь. С сенатором Лугаром. Он ведёт очень полезную работу по вопросам ядерного нераспространения. Мне, кстати, у вас очень понравилось. Красиво! Да и жарко».
Также о поездке в Пермь Обама упоминал и в своей книге «Дерзость надежды. Мысли о возрождении американской мечты», которая была опубликована во время предвыборной кампании Обамы. Тогда политик писал, что Россия запомнилась ему остовами старых ракет, вкусом борща, водки и «крайне подозрительной заливной рыбой».